# Ungarische Nordbahn

Das Streckennetz der Ungarischen Nordbahn

Die Ungarische Nordbahn, ungarisch Magyar Északi vasút (MÉV), war eine Eisenbahngesellschaft in Ungarn. Sie war Eigentümer und Betreiber der Strecke von Pest nach Salgótarján und einer Zweigbahn von Salgótarján nach Josephstollen. Der Sitz der Gesellschaft war in Pest.

## Geschichte
Ihren Ursprung hatte die Ungarische Nordbahn in der 1863 gegründeten k.k. privilegierten Pest-Losoncz-Neusohler Eisenbahn- und Steinkohlen-Gewerkschaft. Am 19. Januar 1863 erhielt diese  Gesellschaft die Konzession für die Strecken Pest–Salgótarján und Salgótarján–Losonc–Neusohl. Zweiglinien waren von Neusohl über Sillein nach Oderberg und von Hatvan nach Gyöngyös vorgesehen. Zwei Verbindungsbahnen sollten zudem den durchgehenden Eisenbahnverkehr mit der Theiss-Eisenbahn ermöglichen.
Schon während des Baues ihrer ersten Strecke geriet die Gesellschaft in finanzielle Schwierigkeiten. Im Sommer 1865 waren alle Mittel aufgebraucht und das Unternehmen musste Konkurs anmelden. Das Konkursverfahren wurde am 6. Oktober 1866 nach Inanspruchnahme massiver staatlicher Hilfen beendet. Das Unternehmen wurde in Ungarische Nordbahn-Gesellschaft umbenannt. Im Jahr 1867 konnte schließlich die Hauptverbindung nach Salgótarján und zum Josephstollen in Betrieb genommen werden.
Das Verkehrsaufkommen auf der Strecke blieb jedoch hinter den Erwartungen zurück, sodass das Unternehmen erneut in finanzielle Schwierigkeiten geriet. Im Jahr 1868 wurden die Eisenbahnstrecken der Gesellschaft mit einer Betriebslänge von 16,67 Meilen (125,46 km) durch den ungarischen Staat erworben. Die Gesellschaft löste sich daraufhin auf.
Die Ungarische Staatsbahn erweiterte die Strecke bis 1873 nach Norden bis Ruttka (heute: Vrútky), wo sie an die Hauptlinie der Kaschau-Oderberger Bahn (Ks.Od.) anschloss. Damit war die für Ungarn wichtige direkte Bahnverbindung in das Oberschlesische Steinkohlenrevier hergestellt.

## Strecken
- Pest–Salgótarján
- Salgótarján–Josephstollen

## Lokomotiven
| Nr.       | Anzahl | Hersteller                      | Baujahr   | Achsformel | Verbleib                             | Bild |
| 1–2, 9–16 | 10     | Sigl/Wiener Neustadt            | 1865–1869 | C n2       | MÁV 2221–2230; bis 1924 ausgemustert |      |
| 3–8       | 6      | Sigl/Wien, Sigl/Wiener Neustadt | 1865–1867 | 1B n2      | MÁV 1101–1106; bis 1915 ausgemustert |      |